# Hugo Eberlein

Hugo Eberlein um 1920

Max Albert Hugo Eberlein (* 4. Mai 1887 in Saalfeld/Saale; † 16. Oktober 1941 in Moskau) war ein deutscher kommunistischer Politiker.  Im Zuge des Großen Terrors in der Sowjetunion verhaftet, wurde er 1941 hingerichtet. Er verwendete auch das Pseudonym Max Albert.

## Leben
Der gelernte Lithograph Eberlein schloss sich 1905 der Gewerkschaft und 1906 der SPD an, wo er zum linken Flügel gehörte und als Gegner der Burgfriedenspolitik der Partei während des Ersten Weltkrieges die USPD und den Spartakusbund mit gründete. Er war Ende 1918 Gründungsmitglied der KPD und wurde in deren Zentrale gewählt, der er bis 1929 angehörte. Er vertrat den Parteivorstand der KPD an der Stelle der ermordeten Rosa Luxemburg auf dem Gründungskongress der Kommunistischen Internationale (Komintern) Anfang März 1919, wo er sich zu deren Gründung – wie vorher von Luxemburg und Leo Jogiches empfohlen – der Stimme enthielt, weil der Zeitpunkt als ein wenig verfrüht eingeschätzt wurde. Trotzdem plädierte er, nachdem die Komintern einmal ins Leben gerufen worden war, nach seiner Rückkehr nach Deutschland (erfolgreich) für den Beitritt der KPD und fungierte in den nächsten Jahren als Vertrauensperson der Kominternführung in Deutschland. Er war u. a. für die Entgegennahme von an die KPD gerichteten finanziellen Unterstützungsleistungen zuständig.
Im Mai 1919 war er nachweislich Geschäftsführer der Zeitung Rote Fahne, dem Zentralorgan der KPD. In der KPD der 1920er Jahre unterstützte Eberlein, der von 1921 bis 1933 auch dem Preußischen Landtag angehörte, zunächst die Parteiführung um Heinrich Brandler und August Thalheimer und gehörte dann zur sogenannten Mittelgruppe, ab 1927 zu den Versöhnlern, wurde deshalb 1929 nach der Wittorf-Affäre und der endgültigen Durchsetzung der Richtung um Ernst Thälmann nicht wieder in die Parteileitung gewählt, und war fortan wie Arthur Ewert und Kurt Sauerland unter der Leitung von Béla Kun im Apparat der Komintern beschäftigt.
Nach der Machtergreifung der Nationalsozialisten 1933 kurz inhaftiert, konnte Eberlein nach Frankreich ins Exil gehen, wo er sich für das Zustandekommen einer Volksfront zwischen Kommunisten, Sozialdemokraten und bürgerlichen Kräften einsetzte. Nachdem er 1935 in Straßburg verhaftet und zeitweise inhaftiert worden war, reiste er 1936 nach einem Zwischenstopp in der Schweiz in die Sowjetunion aus. Eberlein geriet hier trotz Fürsprache seines Freundes Wilhelm Pieck in den Großen Terror und wurde am 26. Juli 1937 inhaftiert. Im April 1937 wurde er im Deutschen Reich ausgebürgert. Am 5. Mai 1939 wurde er in einer geschlossenen Sitzung des Militärkollegiums des Obersten Gerichts der UdSSR zu 15 Jahren Lagerhaft verurteilt. Die Anklage hatte ihm vorgeworfen, im Rahmen des „Antikomintern-Blocks“ an einer „terroristischen Organisation“ innerhalb des Komintern-Apparats beteiligt zu sein. Am 1. Juni 1939 wurde er nach Workuta transportiert. (Anderen Quellen zufolge wurde er 1939/1941 im Lager UnschLag bei Suchobeswodnoje inhaftiert.) 1941 wurde er in ein Lager 100 km nördlich von Syktywkar in der ASSR der Komi verlegt. Von hier aus wurde er zurück nach Moskau transportiert und erneut angeklagt. Am 30. Juli 1941 wurde er vom Militärkollegium des Obersten Gerichts der UdSSR zum Tod durch Erschießen verurteilt, dies wurde am 16. Oktober 1941 vollstreckt.  Bestattungsort ist Butowo-Kommunarka. Er wurde am 31. Oktober 1956 rehabilitiert.

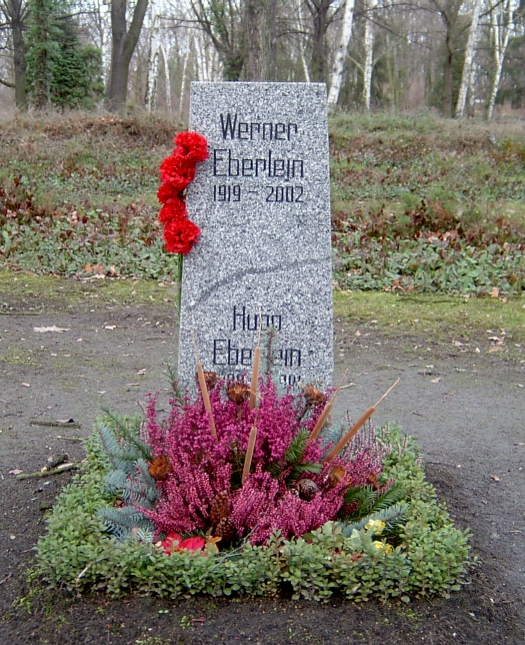
Grabstein von Hugo und Werner Eberlein (2007)

Erschossen wurde auch sein Bruder. Im Januar 1988 publizierte das SED-Zentralorgan Neues Deutschland dazu eine auf sowjetischen Veröffentlichungen beruhende Nachricht.
Hugo Eberlein war zweimal verheiratet. Am 3. April 1913 heiratete er Luise Auguste Anna Harms (* 15. Juli 1889, † 11. Januar 1964) in Berlin-Charlottenburg. Aus dieser Ehe entstammt sein Sohn Werner Eberlein, der als SED-Funktionär Karriere machte. In zweiter Ehe war er mit Inna Armand getraut, einer Tochter der aus Frankreich stammenden russischen Bolschewikin Inessa Armand; aus dieser Ehe ging ihre Tochter Ines hervor.
Auf dem Grabstein seines Sohnes Werner in der Gräberanlage für Opfer des Faschismus und Verfolgte des Naziregimes  auf dem Berliner Zentralfriedhof Friedrichsfelde wird auch Hugo Eberleins gedacht.

## Ehrungen
Nach Eberlein wurde in der Deutschen Demokratischen Republik das Wachregiment „Hugo Eberlein“ benannt.